# Ребровач-Діл
Реброва́ч-Діл — гірський масив (хребет) у Покутсько-Буковинських Карпатах. Розташований у межах Яремчанської міської ради та Верховинського району Івано-Франківської області.

## Розташування
Хребет простягається з північного заходу на південний схід у межиріччі Пруту і його правої притоки Піги (Пігий), а також у межиріччі потоку Кривець та річки Ільця (ліва притока Чорного Черемошу). Найвища вершина хребта — Кітилівка (1383 м). 

## Опис
Схили масиву згладжені, вкриті ялиновим лісом з домішкою ялиці, бука і берези. Значні площа зайняті гірськими луками. 
Масив носить назву Ребровач-Діл тому, що на його північно-західному кінці (на північний схід від смт Ворохти) розташована гора Ребровач (1222 м), а на південно-східному кінці — гора Малий Діл (1248 м). 
Інші вершини масиву: Діл (1280 м), Ворохтянська (1325 м), Ріжа (1278 м), Китулівка (1383 м), Копець (Діл) (1336 м), Явір (віднога хребта) (1061 м).
Масив порівняно легкодоступний і придатний для одноденних пішохідних мандрівок.

## Світлини

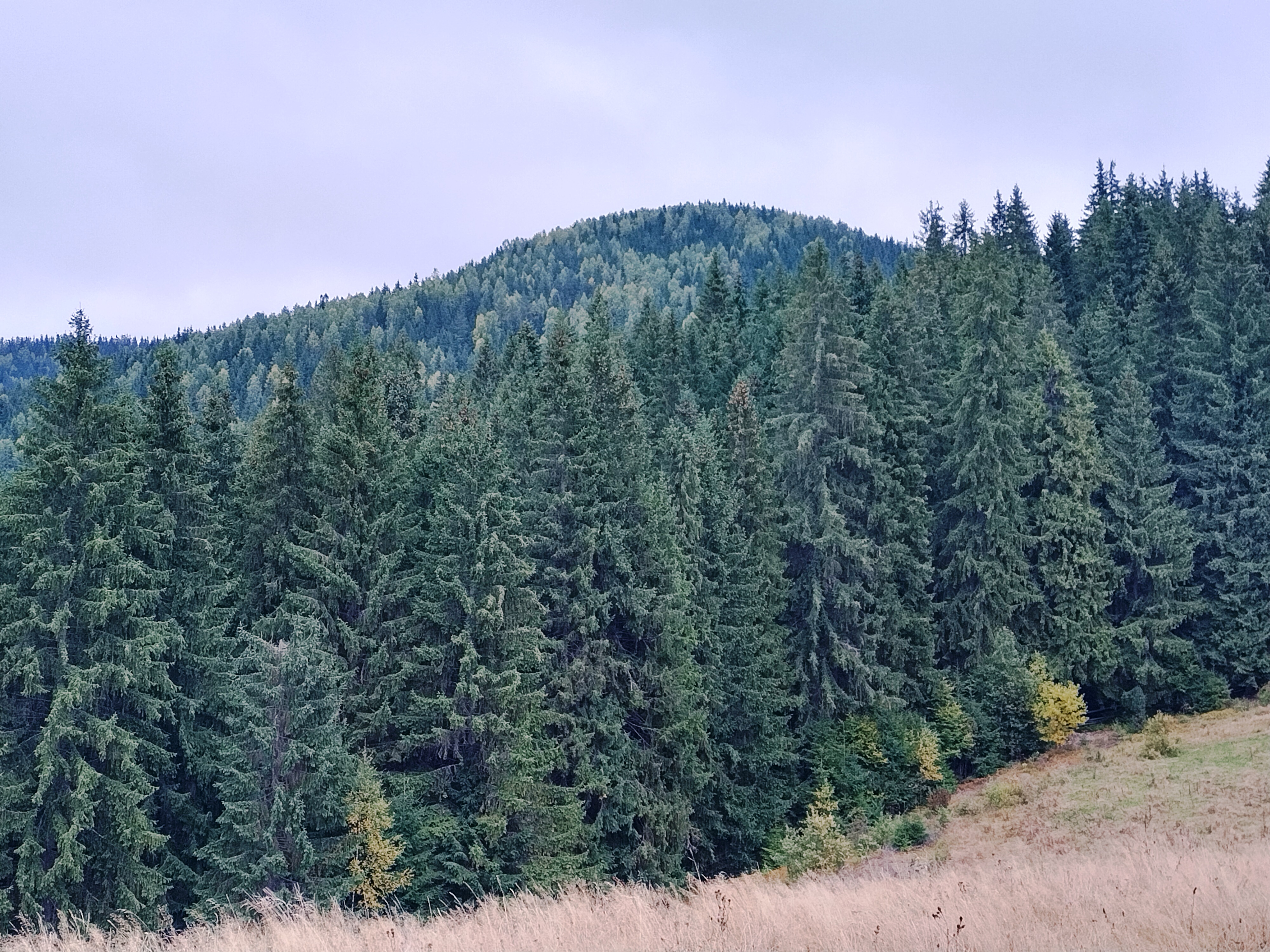
Гора Ребровач
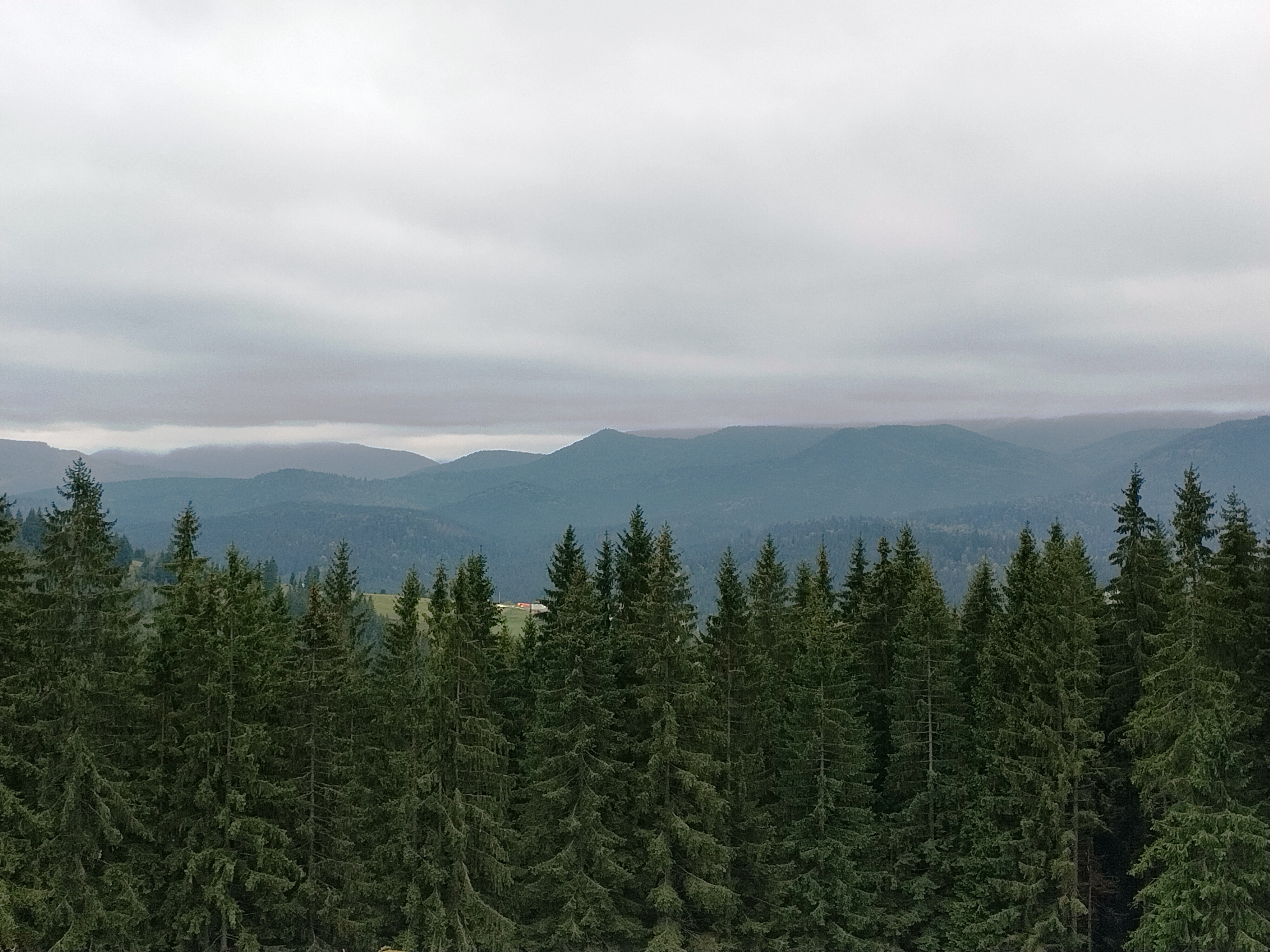
Вид з полонини
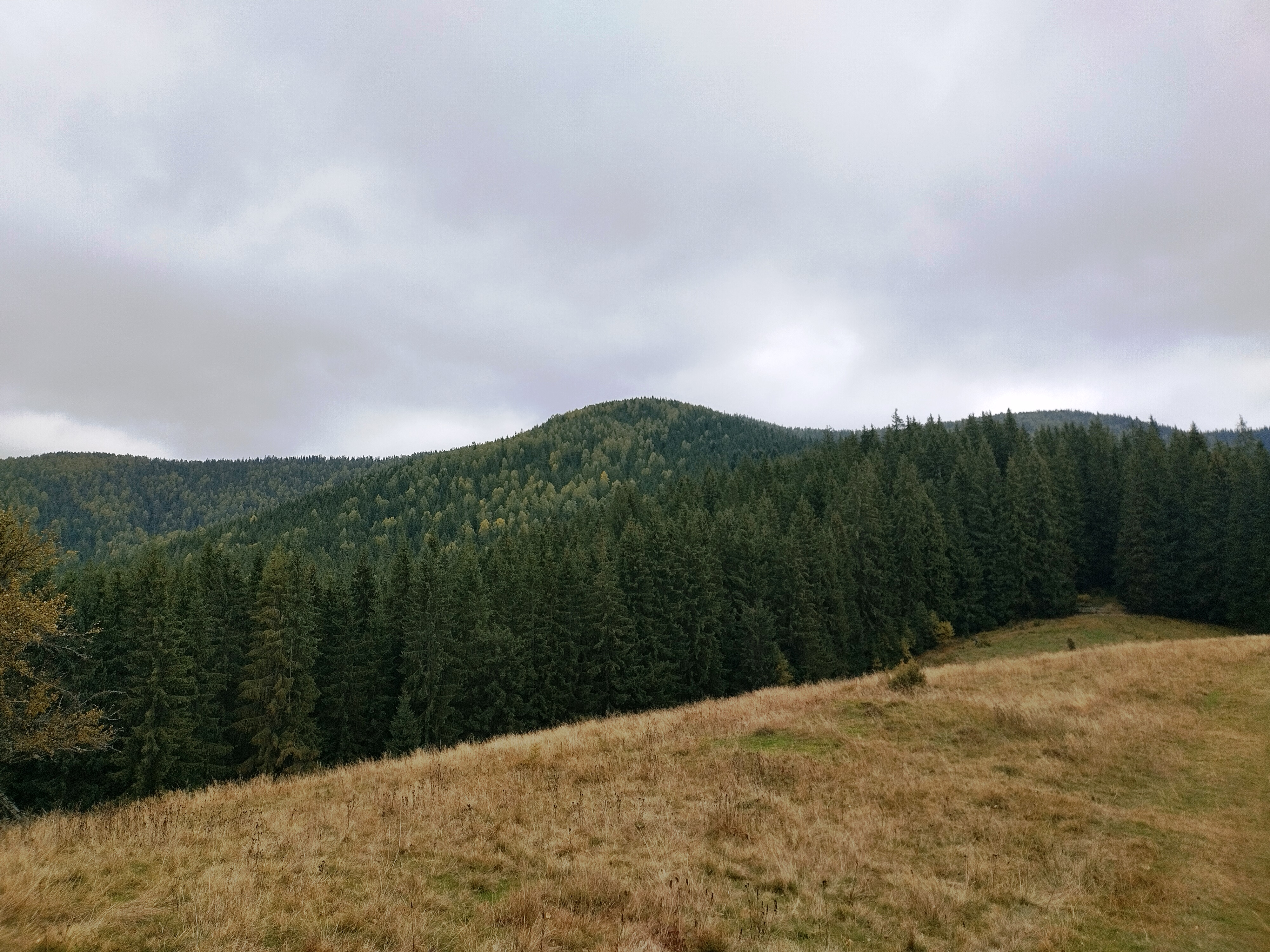
Оглядовий вид на гору
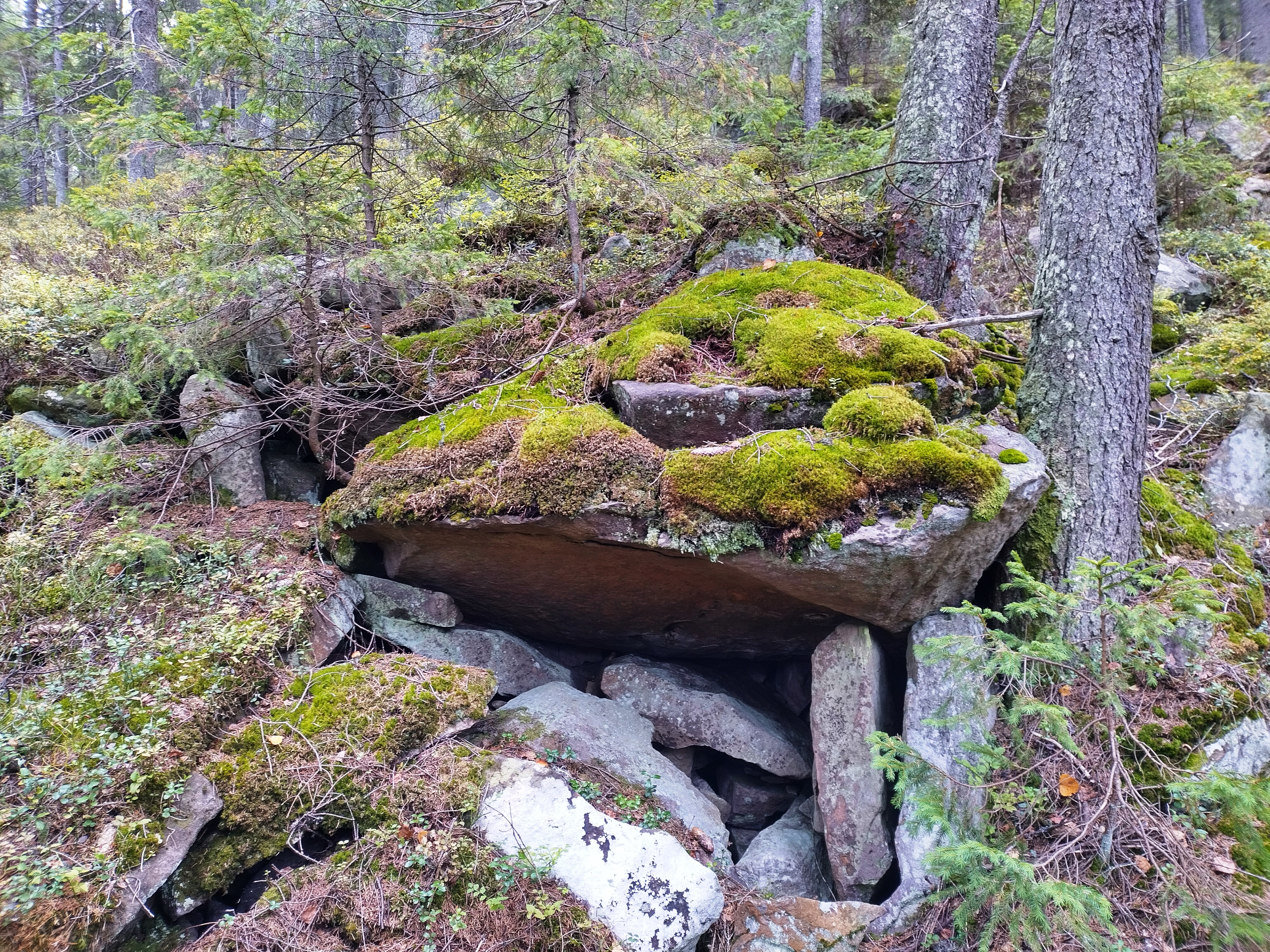
Кам'яний грот
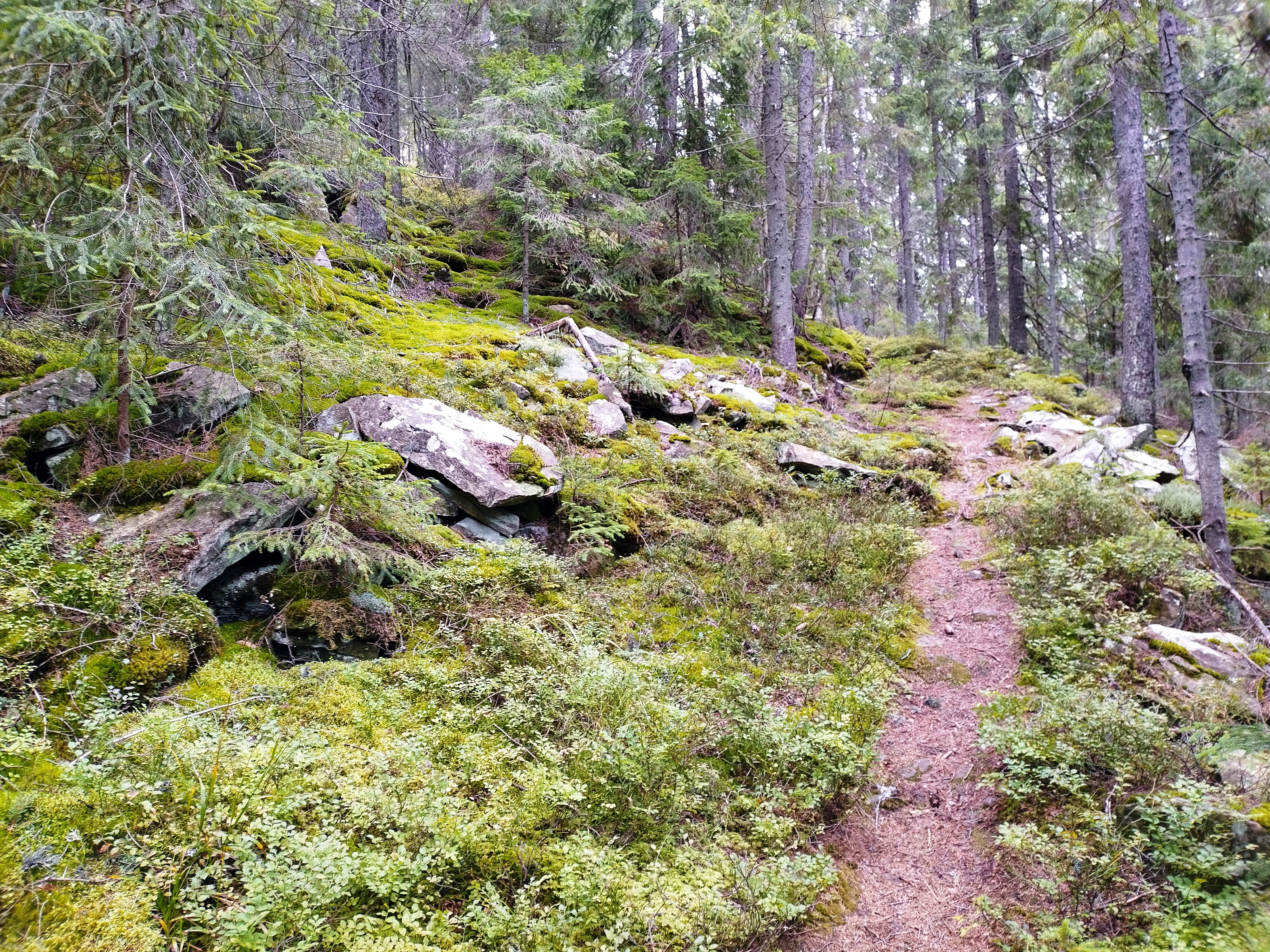
Стежка в лісі